# Driopea clytina
Driopea clytina là một loài bọ cánh cứng trong họ Cerambycidae.